# Евтимий Орфанос
Евтимий (на гръцки: Εὐθύμιος) е гръцки духовник, солунски митрополит на гръцката старостилна Църква на истинно-православните християни на Гърция от 1980 година.

## Биография
Роден e в 1943 година в Лимасол на Кипър със светското име Христос Орфанос (Χρῆστος Ορφανός). Завършва гимназияна Ланитио в родния си град. В 1960 година заминава за Йерусалим. В 1962 година приема монашески подстриг като част от Леринския синод на Църквата на истинно-православните християни на Гърция. В 1966 година приема велика схима на Света гора. В 1967 година е ръкоположен за йеродякон от епископ Геронтий Саламински и става архидякон при митрополит Акакий Атически. В 1972 г. е ръкоположен за йеромонах от епископ Геронтий, архимандрит при митрополит Хрисостом Солунски.
На 16 февруари 1979 година архимандрит Евтимий е избран за епископ ставруполски, ръкоположен от архиепископа атински и на цяла Гърция Авксентий, председател на Леринския синод. На 3 октомври 1980 година епископ Евтимий е избран за солунски митрополит. От 1981 година издава органа на митрополията „Ортодокси Парусия“.
1995 година митрополит Евтимий Солунски и митрополит Калиник Фтиотидски се отделят от Леринския (Хрисостомовския) синод и поставя основата на Синода на Калиник.